# Leptomenes pulawskii
Leptomenes pulawskii är en stekelart som beskrevs av Gusenleitner 1997. Leptomenes pulawskii ingår i släktet Leptomenes och familjen Eumenidae. Inga underarter finns listade i Catalogue of Life.